# Port Isabel
Port Isabel es una ciudad ubicada en el condado de Cameron en el estado estadounidense de Texas. En el Censo de 2010 tenía una población de 5006 habitantes y una densidad poblacional de 141.44 personas por km².

## Geografía
Port Isabel se encuentra ubicada en las coordenadas 26°4′0″N 97°14′41″O / 26.06667, -97.24472. Según la Oficina del Censo de los Estados Unidos, Port Isabel tiene una superficie total de 35.39 km², de la cual 17.36 km² corresponden a tierra firme y 18.03 km² (50.94 %) es agua.

## Demografía
Según el censo de 2010, había 5006 personas residiendo en Port Isabel. La densidad de población era de 141,44 hab./km². De los 5006 habitantes, Port Isabel estaba compuesto por el 83.34 % blancos, el 0.5 % eran afroamericanos, el 0.32 % eran amerindios, el 0.54 % eran asiáticos, el 0 % eran isleños del Pacífico, el 13 % eran de otras razas y el 2.3 % pertenecían a dos o más razas. Del total de la población el 76.51 % eran hispanos o latinos de cualquier raza.

## Educación
El Distrito Escolar Independiente de Point Isabel gestiona escuelas públicas.